# 기무라 다쿠야 (야구인)
기무라 타쿠야(일본어: 木村 拓也, 1972년 4월 15일 ~ 2010년 4월 7일)는 일본의 전 프로 야구 선수이자 야구 지도자이며, 현역 시절의 별명은 기무다쿠(キムタク)이다.
야구계 굴지의 유틸리티 플레이어로서 일본 프로 야구 현역 선수 중 투수를 제외한 모든 포지션을 경험한 유일한 선수로 알려져 있다.

## 인물

### 프로 입단 전
미야자키현 미야자키 군 다노 정(현재의 미야자키시) 출신으로 미야자키 현립 미야자키미나미 고등학교 시절에는 포수를 맡아 3학년 시절 춘계 대회에서는 5타석 연속 3루타, 고교 통산 35개의 홈런 기록을 가졌을 뿐만 아니라 120m의 멀리 던지기로 강한 어깨를 가진 포수로서 활약을 했다.

### 닛폰햄 파이터스 시절
1990년에 포수로서는 드래프트 번외로 닛폰햄 파이터스에 입단했지만 개막 당시 지배하 선수 등록 범위인 60명(당시 인원)으로부터 빠지면서 한 번은 임의 은퇴 선수로 취급된 적도 있었다. 1992년에는 빠른 발과 강한 어깨를 살려 외야수로 전향했다.

### 히로시마 도요 카프 시절

#### 1995년 ~ 2000년
1994년 시즌 종료 후 나가토미 히로시 투수와의 맞트레이드로 히로시마 도요 카프에 이적하면서 이적 당초에는 타격면에서도 꽤 힘이 약했다. 쇼다 고조의 후임 후보로서 2루수에 도전했고 이후 내야의 수비도 겸하게 된다. 1996년 오프에 스위치 히터로 도전, 1997년부터 스위치 히터로 데뷔했다. 이듬해 1997년 추계 캠프에서는 부상 당하기 쉬운 유격수로도 활약했고, 1998년 시즌 정규 경기에서 유격수를 지킨 것 외에도 대타로서 활약하는 등 팀내 비장의 카드로 승부, 도루도 14개를 기록했다.
1999년에는 일시적인 포수로의 재전향안에 대한 논의가 급부상해 정규 경기에서도 무려 4경기에서의 포수로서 맹활약을 했다. 요즘보다 유틸리티 플레이어가 되어 그 해에만 투수와 1루수 이외의 전체 포지션을 지키기도 했다. 같은 해 히로시마 시민 구장에 있는 전광판을 향해 프로 데뷔 후 첫 홈런을 날리는 등 타격면에서 급속도로 상승하면서 이듬해인 2000년에는 1번 타자로서의 첫 규정 타석에 도달한 것에 더해 타율 2할 8푼 8리, 10홈런, 30타점, 165안타 등 기대 이상의 좋은 성적을 남겼다. 이후에는 3년 연속 130경기에 출전하는 등 팀으로서는 없어서는 안될 존재가 되었다.

#### 2001년 ~ 2003년
이듬해 2001년에는 2번 타자인 히가시데 아키히로와의 콤비를 이루면서 시즌을 통해 1번 타자로서 활약, 개인 최다인 45타점을 기록하였지만 타격의 펀치력이 무심코 접을 수 있는 끌어당기기 중심의 스윙이 눈에 띄면서 타율과 출루율은 작년 시즌에 비해 크게 떨어졌다. 삼진 개수도 많은 것이 과제를 안게 되면서 타석에 들어선 횟수가 가장 많은 1번이라고 하는 조건을 고려해도 129개의 삼진을 기록했다. 코칭 스태프로부터 그 점에 대해 지적을 받기는 했지만 콤팩트하고 확실성을 중시한 배팅 스타일의 타격폼을 교정하게 되었다. 이듬해 2002년에는 유격수인 히가시데의 부상에 의해 2루수와 중견수로 기용되었지만 유격수로의 기용되는 일이 많아졌다. 경험이 적은 것에 비해서 견실한 수비를 보였지만 타격면에서의 성적은 작년보다 저조했다.
2003년에는 히가시데가 2루수로 변경되면서 기무라가 유격으로 도는 계획 안도 나왔지만 앤디 시츠의 영입에 의해 실현되지 않았다. 그러나 히가시데로부터 2루의 포지션을 탈환해 개인 최다인 13개의 홈런을 날린 것에 더해 중견수 앞에 차분하게 반격하는 정확한 타격에도 더욱 연마돼 타율도 2할 8푼을 넘었다. 시즌을 통해 2루수로 지키고 있었지만 3루나 외야, 시츠가 물러났을 경우에는 유격수로서의 수비에도 뛰었다.

#### 2004년 ~ 2006년
다음해 2004년에는 유틸리티 플레이어로 평가를 받으면서 아테네 올림픽 야구 일본 국가대표팀 선수로 발탁, 경기에서의 공격과 수비 뿐만 아니라 불펜 포수로서도 귀중한 공헌을 했다. 같은해 10월 9일의 요코하마 베이스타스전(28차전)에서는 도미오카 히사키의 타석에 들어 서기 전 삼중살(기록은 중견수 플라이)을 기록했다. 그 해의 시즌 이후에는 신인 선수의 급성장에 가세하여 다리와 허리에 부상을 당하는 등 타격이나 주루면에서의 만족스러운 플레이를 남기지 못하면서 선발 출전 기회는 현저하게 감소되었고 시즌 종반에는 수술을 받았다.
2005년에는 타순이 일정하지 않기는 했지만 거의 2루수와 유격수를 지켰다. 선발 멤버로 정착을 하기 위해 시작하고 있었지만 요통이 발병하는 증세가 보이는 등 8월 경에 전력을 이탈했다. 1개월 후 1군으로 복귀했지만 이후에는 선발 출전 기회가 주어지지 않는 등 큰 폭으로 줄었다. 2006년 시즌에는 히로시마의 신임 감독으로 발탁한 마티 브라운 감독이 젊은 선수들을 기용하겠다는 방침에 의해 개막전에서는 2군에서 맞이했지만 1군으로의 복귀할 기회를 얻지 못한 채 시즌 도중인 6월 5일에 외야수 야마다 신스케와의 맞트레이드로 요미우리 자이언츠로 이적했다.

### 요미우리 자이언츠 시절

#### 2006년
6월 7일 후쿠오카 소프트뱅크 호크스전(후쿠오카 돔)에서 1군으로 등록, 4회초에 대타로 첫 출장했다. 경기 도중 이승엽의 부상으로 인한 교체되는 일이 있어 3루수와 중견수의 수비로 활약했다. 시즌 종료 후에 가진 재계약과 관련해서는 대타로 출전하면서 타율이 높게 나왔을 뿐만 아니라 대타로서의 활약을 인정받아 많은 선수들의 연봉이 삭감되고 있는 와중에 연봉 5,000만엔(추정)으로부터 200만엔이 상승한 5,200만 엔(추정 연봉이며, 본인은 “여비분 정도는 올랐다”라고 말했다)을 차지했다.

#### 2007년
정규 시즌에서는 2루수로서 활약한 외국인 선수 루이스 곤잘레스가 시즌 개막 이후 부상으로 인해 전력에서 이탈한 일도 있어 대우 선발 시의 선발 멤버(2루수)로서 활약했다. 익숙해질 정도로 2루수로서의 기용된 일도 있어 이 해의 100경기 이상으로 출전한 2루수 중에서는 한신 타이거스의 세키모토 겐타로가 기록한 수비율(9할 9푼 4리)에 뒤를 이은 9할 9푼 3리의 수비율을 기록, 수비 능력의 건재한 모습을 과시했다. 2007년에는 이따금 포수 연습을 하고 있었던 적도 있어 포수 두 명 체제를 시행하고 있던 2007년의 요미우리에서는 주전 포수인 아베 신노스케의 결장이나 경기 도중에 교체했을 때는 불펜에 들어가고, 포수로서의 출전에 대비한 일이 몇 차례나 있었다고 한다.
10월 20일에는 일본 시리즈 진출을 결정짓는 클라이맥스 시리즈에서 일본 시리즈 출전을 결정하는 마지막 타자로 타석에 들어섰는데 기이하게도 전년도인 2006년 10월 10일의 센트럴 리그 우승을 결정짓는 경기에서도 마지막 타자가 된 적이 있어 대전 상대도 모두 주니치 드래건스였다.

#### 2008년
개막 이후부터 2번 타자, 2루수로 출전해 타격면에서도 호조를 이뤄 타율 3할을 계속 지키는 등 중요한 역할을 완수했다. 5월 26일의 닛폰햄전에서는 부상으로 결장한 오가사와라 미치히로를 대신해 3번 타자로 선발 멤버 출전, 선제점이 되는 홈런을 날려 승리에 기여했다. 경기 후의 가진 히어로 인터뷰에서 다음과 같이 말했다.
| “ | 자이언츠는 주력이 없으면 이길 수 없는 것인가라고 생각하고 싶지 않다. 그래서 반드시 이기고 싶었다. | ” |

6월 21일의 소프트뱅크전에서는 연장 12회에서 5년만에 요미우리 이적 후 처음이 되는 역전 끝내기 안타를 날렸다. 그 날은 3차례의 찬스가 있었지만 타석에서 모두 삼진을 기록, 세 번째 타석에서 삼진을 당한 후 배트를 바닥으로 내팽개치며 분노를 했지만 9회 2아웃 상황에서 오미치 노리요시가 동점 홈런을 치며 따라 잡는 역전극을 일으켰다. 이후에 수훈 선수로 선정된 히어로 인터뷰에서 이 같은 말을 했다.
| “ | 경기 전반에는 그토록 찬스가 있는 상황에서 삼진만 당했기 때문에 미안해서 그것을 오미치 선수가 구해 주었기 때문에 오미치 선수를 위해 어떻게든 치고 싶었지요. | ” |

9월 24일에는 히로시마 시민 구장에서 프로 야구 251번째가 되는 통산 1000안타를 달성하는 등 시즌을 통해 2루수로서 계속 활약했다. 규정 타석이야말로 채우지는 못했지만 개인 최고 성적인 2할 9푼 6리의 타율을 남겨 히로시마 시절인 2003년 이후가 되는 시즌 100안타, 팀내 톱인 26개의 희생타를 기록하는 등 요미우리 이적 후 최고의 시즌을 보냈다.

#### 2009년
젊은 선수와의 경쟁에 가세하면서 정 2루수 후보인 에드가도 알폰소가 입단했다. 그러나 알폰소나 와키야 료타의 부진으로 전년도와 똑같이 2번, 2루수로 기무라가 고정되었다. 한때는 리그 타율 4위를 기록할 정도의 호조를 이루었지만 4월 16일부터 29일에 걸쳐 20타석 무안타에 그치는 등 부진에 빠져 4할대에 가까운 타율도 단번에 2할대로 떨어졌다. 부진에 시달렸던 와키야가 서서히 부활하면서 선발 멤버로 제외되는 일도 많아졌다.
교류전에서는 5월 19일의 홋카이도 닛폰햄 파이터스전에서 시즌 1호를 포함한 3안타, 6월 16일의 사이타마 세이부 라이온스전에서는 이시이 가즈히사로부터 역전 3점 홈런을 날리는 등 한때 원상회복의 조짐을 보였지만 7월 3일에 1군 선수 등록이 말소되었다. 2군으로 강등된 후 2군 경기에서 기대 이상의 성적을 남겨 7월 14일에는 1군으로 다시 등록되었다.
9월 4일 도쿄 야쿠르트 스왈로스전에서 선발 멤버 중 포수로 등록된 쓰루오카 가즈나리와 원래 포수였던 아베 신노스케는 1루수로서 선발 출전했다. 경기는 양팀이 동점인 상황에서 연장 11회말에 들어갔고 마지막 대기 포수인 가토 겐이 타석에서 머리에 사구를 받아 부상으로 교체되는 초유의 상황이 발생했다. 아베와 쓰루오카는 모두 경기 도중에 교체되었기 때문에 다음 12회초를 뛸 수 있는 포수가 없어 하라 다쓰노리 감독은 히로시마에서 활약할 당시 포수로 뛴 경험이 있는 기무라를 기용시키는 등 본인으로서는 1999년 7월 6일의 요코하마 베이스타스전 이후가 되는 포수로서의 출전을 완수했다. 마지막에 왼쪽 타자의 내각을 도려내는 150km/h대의 직구를 던지게 하는 등 공격적인 배구를 요구하면서도 단 한번의 실책을 범하는 일이 없이 무실점으로 처리하는 것에 성공, 하라 감독은 벤치에서 뛰쳐나와 마운드에서 돌아온 기무라의 어깨를 몇 번이나 두드리면서 그의 활약을 칭찬했다. 이후 TV 프로그램에 출연해 “이제 (포수는)하고 싶지 않다”라고 토로했다.
시즌 마지막 타석은 요미우리의 시즌 마지막 경기인 10월 12일의 야쿠르트전에서의 7회 대타로 등장하였지만 결과는 3루 땅볼이었다. 이 결과 기무라의 통산 타수는 정확히 4000타수가 되었는데 동시에 생애 타율이 공식 기록으로서 인정되는 범위에 들어갔다. 이후 일본 시리즈인 4차전에서는 8번·2루수로 선발 출전해 5회에선 야기 도모야로부터 안타를 날렸고, 8회에는 하야시 마사노리에게 삼진을 빼앗기면서 이것이 현역 생활의 마지막 타석이 되었다.
11월 7일, 자신의 생애 처음으로 팀의 일본 시리즈 우승을 경험하게 된 일본 시리즈 6차전이 끝난 직후 구단 측은 현역에서 은퇴한다는 내용의 언론 발표를 하여 기자 회견을 열었다. 은퇴 이유에 대해서는 상세하게 말하지는 않았지만 후에 젊은 선수들에게 출전 기회를 주기 위해서 기무라의 출전 기회가 줄어든 것을 고려한 하라 감독이 코치로 맡아달라는 요청을 했고 기무라는 하라 감독의 요청에 이를 수락했다. 이로써 기무라의 18년 간 현역 선수 생활의 종지부를 찍게 되었다.

### 요미우리 코치 시절
이듬해 2010년, 요미우리의 1군 내야 수비 주루 코치로 부임했는데 정규 시즌 개막을 앞둔 3월 4일에 2010년도에 입단한 신인 선수들을 대상으로 하는 연수에 강사로 초빙되어 자신이 드래프트 번외로 입단하고 나서 은퇴할 때까지 19년 간의 선수 생활에 대해 “프로로서 할 수 있었던 비결”, “하와이에서 열린 교육 리그에서 이치로와 함께 한 방에서 머물렀는데 이치로의 야구에 대한 자세를 보며 자신의 소홀함을 느꼈다”라고 말해 “이 세계에 살아가기 위해서는 자기 자신의 가능성을 찾는 것도 중요하다”라고 말했다.

### 갑작스런 사망
정규 개막 이후인 2010년 4월 2일 오후 5시 40분경 마쓰다 스타디움에서 히로시마 도요 카프와의 경기(1차전)를 앞두고 수비 연습 도중에 갑자기 쓰러져 구단 관계자와 구급대 등에 의해서 즉시 AED로 소생 처치를 받은 후 히로시마 대학 병원으로 긴급 이송되어 의식 불명 상태에 입원했다. 검사 결과 지주막하 출혈이라는 진단을 받아 상태가 호전되지 않으면서 의식이 돌아오지 않은 채 4월 7일 오전 3시 22분경에 향년 39세의 나이로 사망했다. 그는 마쓰다 스타디움으로 들어가기 직전 구단 관계자 및 야구 관계자들에게 심한 두통을 호소하고 있다고 전하기도 했다.
생사를 헤매던 중 코치 시절의 등번호인 84번을 붙이고, 요미우리 팬들은 2009년까지 선수로 활약했던 기무라의 응원가를 노래하는가 하면 히로시마 팬들도 히로시마에서 활약했던 시절의 응원가를 부르면서 ‘힘내라, 힘내라, 타쿠야’(ガンバレ、ガンバレ、拓也) 라고 외치는 등 쾌유를 빌고 있었다.
사망 당일인 4월 7일에는 개최된 프로 야구의 모든 구장에서 조기를 게양한 것 외에도 경기 시작 전에 묵념을 가졌다. 마쓰다 스타디움에서는 예전에 소속된 히로시마의 마쓰다 하지메 구단주 등에 의해 기무라가 쓰러진 지점인 본루 부근에 헌화가 바쳐졌다(마쓰다 스타디움에서는 경기가 없었다). 그리고 생전에 소속했던 요미우리와 히로시마의 모든 선수와 관계자들이 당일에 요미우리의 대전 상대로 히로시마 시절의 동료였던 가네모토 도모아키, 아라이 다카히로, 오카 요시아키 1군 야수 코치, 히로시마의 당일 대전 상대로 히로시마 시절의 동료였던 후쿠치 가즈키 등이 근조 리본을 달고 경기에 임했다. 요미우리는 이 날 한신 타이거스전에서 승리해 오가사와라 미치히로는 결승 홈런을 때려내 기무라에게 승리를 바쳤다. 장례는 4월 9일, 장의·장례식은 4월 10일에 각각 히로시마 시내에서 거행돼 3,000명 이상의 많은 야구계 인사와 관계자, 그리고 팬들이 참석하여 기무라를 애도했다. 게다가 친분이 있던 SMAP의 멤버인 기무라 타쿠야도 조화를 보냈다.
4월 24일에는 도쿄에서 기무라의 장례식에 참석하지 못했던 요미우리의 선수들과 구단 관계자, 그리고 당일 경기를 위해 원정팀으로서 도쿄에 온 히로시마의 선수들도 참석해 재차 기무라의 죽음을 애도했다. 같은 날 히로시마전에서는 ‘추도 경기’로 치러졌고 다니 요시토모가 대타로 타석에 들어서 기무라와 같은 해(1994년)에 히로시마에 입단한 상대 투수 다카하시 겐으로부터 역전 만루 홈런(정규 시즌에서의 만루 홈런은 처음)를 때려내며 팀 승리에 기여했다. 히어로 인터뷰에서 다니 요시토모는 기무라에 대한 생각을 눈물 흘리면서 말하기도 했다.

## 상세 정보

### 출신 학교
- 미야자키 현립 미야자키미나미 고등학교

### 선수 경력
프로팀 경력
- 닛폰햄 파이터스(1991년 ~ 1994년)
- 히로시마 도요 카프(1995년 ~ 2006년)
- 요미우리 자이언츠(2006년 ~ 2009년)

국가 대표 경력
- 아테네 올림픽 일본 국가대표팀(2004년)

### 지도자 경력
- 요미우리 자이언츠 1군 내야 수비 주루 코치·타격 코치(2010년)

### 수상·타이틀 경력
- 아테네 올림픽 동메달(2004년)

### 개인 기록

#### 첫 기록
- 첫 출장 : 1992년 9월 29일, 대 세이부 라이온스 21차전(도쿄 돔)
- 첫 안타·첫 타점 : 1992년 10월 3일, 대 세이부 라이온스 23차전(세이부 라이온스 구장)
- 첫 선발 출장 : 1992년 10월 4일, 대 세이부 라이온스 24차전(세이부 라이온스 구장)
- 첫 도루 : 1992년 10월 13일, 대 긴테쓰 버펄로스 26차전(후지이데라 구장)
- 첫 홈런 : 1999년 6월 1일, 대 야쿠르트 스왈로스 7차전(야마가타현 야구장)

#### 기록 달성 경력
- 통산 1000경기 출장 : 2004년 7월 16일, 대 요코하마 베이스타스 14차전(요코하마 스타디움) ※역대 396번째.
- 통산 1000안타 : 2008년 9월 24일, 대 히로시마 도요 카프 23차전(히로시마 시민 구장) ※역대 251번째.
- 통산 1500경기 출장 : 2009년 8월 19일, 대 요코하마 베이스타스 17차전(도쿄 돔) ※역대 167번째.

#### 기타
- 올스타전 출장 : 2회(2000년, 2001년)

### 등번호
- 59(1991년 ~ 1994년)
- 41(1995년 ~ 1998년)
- 0(1999년 ~ 2006년 6월 7일, 2007년 ~ 2009년)
- 58(2006년 6월 8일 ~ 2006년 시즌 종료)
- 84(2010년)
  - 23(아테네 올림픽 일본 국가대표팀 예선 당시의 등번호)
  - 27(아테네 올림픽 일본 국가대표팀 시절의 등번호)

### 연도별 타격 성적
| 연 도      | 소 속      | 경 기 | 타 석 | 타 수 | 득 점 | 안 타 | 2 루 타 | 3 루 타 | 홈 런 | 루 타 | 타 점 | 도 루 | 도 루 자 | 희 생 번 | 희 생 플 | 볼 넷 | 고 4 | 사 구 | 삼 진 | 병 살 타 | 타 율 | 출 루 율 | 장 타 율 | O P S |
| ---------- | ---------- | ----- | ----- | ----- | ----- | ----- | ------- | ------- | ----- | ----- | ----- | ----- | -------- | -------- | -------- | ----- | ---- | ----- | ----- | -------- | ----- | -------- | -------- | ----- |
| 1992년     | 닛폰햄     | 6     | 15    | 13    | 3     | 3     | 2       | 1       | 0     | 5     | 1     | 1     | 0        | 1        | 0        | 1     | 0    | 0     | 3     | 0        | .231  | .286     | .385     | .670  |
| 1993년     | 닛폰햄     | 29    | 18    | 16    | 4     | 3     | 0       | 0       | 0     | 3     | 2     | 0     | 1        | 0        | 0        | 2     | 0    | 0     | 3     | 0        | .188  | .278     | .188     | .465  |
| 1994년     | 닛폰햄     | 83    | 41    | 39    | 6     | 8     | 3       | 0       | 0     | 11    | 0     | 2     | 0        | 1        | 0        | 0     | 0    | 1     | 10    | 1        | .205  | .225     | .282     | .507  |
| 1995년     | 히로시마   | 7     | 7     | 7     | 1     | 0     | 0       | 0       | 0     | 0     | 0     | 0     | 0        | 0        | 0        | 0     | 0    | 0     | 3     | 0        | .000  | .000     | .000     | .000  |
| 1996년     | 히로시마   | 30    | 15    | 14    | 5     | 2     | 0       | 0       | 0     | 2     | 0     | 4     | 2        | 1        | 0        | 0     | 0    | 0     | 4     | 0        | .143  | .143     | .143     | .286  |
| 1997년     | 히로시마   | 77    | 88    | 78    | 17    | 18    | 1       | 0       | 0     | 19    | 5     | 8     | 1        | 2        | 0        | 8     | 0    | 0     | 25    | 0        | .231  | .302     | .244     | .546  |
| 1998년     | 히로시마   | 86    | 150   | 131   | 20    | 32    | 5       | 2       | 0     | 41    | 8     | 14    | 2        | 5        | 1        | 13    | 0    | 0     | 27    | 0        | .244  | .310     | .313     | .623  |
| 1999년     | 히로시마   | 90    | 231   | 205   | 23    | 51    | 6       | 1       | 3     | 68    | 13    | 6     | 2        | 15       | 1        | 10    | 0    | 0     | 39    | 10       | .249  | .282     | .332     | .614  |
| 2000년     | 히로시마   | 136   | 620   | 572   | 74    | 165   | 34      | 2       | 10    | 233   | 30    | 17    | 15       | 11       | 1        | 33    | 1    | 3     | 80    | 4        | .288  | .330     | .407     | .737  |
| 2001년     | 히로시마   | 137   | 630   | 551   | 78    | 145   | 23      | 5       | 7     | 199   | 45    | 18    | 11       | 16       | 2        | 61    | 1    | 0     | 129   | 5        | .263  | .336     | .361     | .697  |
| 2002년     | 히로시마   | 130   | 449   | 412   | 46    | 98    | 18      | 1       | 5     | 133   | 27    | 6     | 1        | 13       | 1        | 20    | 0    | 3     | 66    | 7        | .238  | .278     | .323     | .600  |
| 2003년     | 히로시마   | 131   | 537   | 473   | 64    | 135   | 19      | 0       | 13    | 193   | 38    | 14    | 6        | 26       | 3        | 30    | 4    | 5     | 95    | 6        | .285  | .333     | .408     | .741  |
| 2004년     | 히로시마   | 85    | 183   | 161   | 21    | 40    | 8       | 2       | 2     | 58    | 12    | 4     | 0        | 4        | 1        | 17    | 0    | 0     | 32    | 2        | .248  | .318     | .360     | .679  |
| 2005년     | 히로시마   | 111   | 354   | 313   | 32    | 77    | 9       | 0       | 2     | 92    | 16    | 3     | 5        | 13       | 0        | 26    | 2    | 2     | 41    | 9        | .246  | .308     | .294     | .602  |
| 2006년     | 요미우리   | 62    | 169   | 146   | 12    | 38    | 7       | 0       | 0     | 45    | 7     | 0     | 2        | 5        | 1        | 16    | 0    | 1     | 32    | 2        | .260  | .335     | .308     | .644  |
| 2007년     | 요미우리   | 113   | 338   | 311   | 26    | 82    | 15      | 2       | 2     | 107   | 29    | 4     | 4        | 5        | 2        | 17    | 2    | 3     | 64    | 6        | .263  | .306     | .344     | .650  |
| 2008년     | 요미우리   | 124   | 432   | 372   | 46    | 109   | 21      | 0       | 7     | 151   | 31    | 1     | 3        | 26       | 2        | 27    | 1    | 5     | 61    | 3        | .293  | .347     | .406     | .753  |
| 2009년     | 요미우리   | 86    | 210   | 186   | 17    | 43    | 8       | 0       | 2     | 57    | 16    | 1     | 0        | 8        | 2        | 12    | 0    | 2     | 38    | 2        | .231  | .282     | .306     | .589  |
| 통산: 18년 | 통산: 18년 | 1523  | 4487  | 4000  | 495   | 1049  | 179     | 16      | 53    | 1417  | 280   | 103   | 55       | 152      | 17       | 293   | 11   | 25    | 752   | 57       | .262  | .315     | .354     | .670  |

- 굵은 글씨는 시즌 최고 성적.

### 연도별 수비 성적
| 연도 | 외야 | 외야 | 외야 | 외야 | 외야 | 외야   | 2루  | 2루  | 2루  | 2루  | 2루  | 2루    | 유격 | 유격 | 유격 | 유격 | 유격 | 유격   |
| 연도 | 경기 | 척살 | 보살 | 실책 | 병살 | 수비율 | 경기 | 척살 | 보살 | 실책 | 병살 | 수비율 | 경기 | 척살 | 보살 | 실책 | 병살 | 수비율 |
| ---- | ---- | ---- | ---- | ---- | ---- | ------ | ---- | ---- | ---- | ---- | ---- | ------ | ---- | ---- | ---- | ---- | ---- | ------ |
| 1992 | 5    | 12   | 1    | 0    | 0    | 1.000  | -    | -    | -    | -    | -    | -      | -    | -    | -    | -    | -    | -      |
| 1993 | 26   | 13   | 0    | 0    | 0    | 1.000  | -    | -    | -    | -    | -    | -      | -    | -    | -    | -    | -    | -      |
| 1994 | 80   | 50   | 4    | 0    | 0    | 1.000  | -    | -    | -    | -    | -    | -      | -    | -    | -    | -    | -    | -      |
| 1995 | 3    | 3    | 0    | 0    | 0    | 1.000  | 1    | 2    | 1    | 1    | 1    | .750   | -    | -    | -    | -    | -    | -      |
| 1996 | 17   | 8    | 0    | 0    | 0    | 1.000  | -    | -    | -    | -    | -    | -      | -    | -    | -    | -    | -    | -      |
| 1997 | 38   | 15   | 0    | 0    | 0    | 1.000  | 10   | 17   | 16   | 1    | 4    | .971   | -    | -    | -    | -    | -    | -      |
| 1998 | 35   | 40   | 3    | 0    | 2    | 1.000  | 10   | 9    | 20   | 1    | 4    | .967   | 4    | 6    | 12   | 2    | 2    | .900   |
| 1999 | 25   | 17   | 0    | 1    | 0    | .944   | 44   | 58   | 106  | 6    | 26   | .965   | 9    | 5    | 11   | 3    | 2    | .842   |
| 2000 | 50   | 83   | 3    | 2    | 0    | .977   | 118  | 237  | 365  | 14   | 81   | .977   | -    | -    | -    | -    | -    | -      |
| 2001 | 122  | 200  | 7    | 3    | 1    | .986   | 34   | 58   | 80   | 4    | 12   | .972   | -    | -    | -    | -    | -    | -      |
| 2002 | 36   | 49   | 1    | 0    | 0    | 1.000  | 62   | 71   | 138  | 3    | 18   | .986   | 46   | 48   | 102  | 2    | 22   | .987   |
| 2003 | 11   | 8    | 0    | 0    | 0    | 1.000  | 110  | 235  | 339  | 9    | 63   | .985   | 2    | 0    | 0    | 0    | 0    | -      |
| 2004 | 43   | 31   | 0    | 0    | 0    | 1.000  | 21   | 20   | 33   | 2    | 10   | .964   | 1    | 1    | 0    | 0    | 0    | 1.000  |
| 2005 | 12   | 10   | 1    | 0    | 1    | 1.000  | 81   | 134  | 235  | 7    | 38   | .981   | 29   | 15   | 26   | 2    | 3    | .953   |
| 2006 | 31   | 35   | 0    | 0    | 0    | 1.000  | 19   | 29   | 33   | 3    | 8    | .954   | -    | -    | -    | -    | -    | -      |
| 2007 | 3    | 0    | 0    | 0    | 0    | -      | 92   | 195  | 232  | 3    | 54   | .993   | -    | -    | -    | -    | -    | -      |
| 2008 | 2    | 2    | 0    | 0    | 0    | 1.000  | 103  | 166  | 213  | 5    | 40   | .987   | -    | -    | -    | -    | -    | -      |
| 2009 | -    | -    | -    | -    | -    | -      | 64   | 115  | 126  | 3    | 21   | .988   | -    | -    | -    | -    | -    | -      |
| 통산 | 539  | 576  | 20   | 6    | 4    | .990   | 769  | 1346 | 1937 | 62   | 380  | .981   | 91   | 75   | 151  | 9    | 29   | .962   |

| 연도 | 3루  | 3루  | 3루  | 3루  | 3루  | 3루    | 1루  | 1루  | 1루  | 1루  | 1루  | 1루    |
| 연도 | 경기 | 척살 | 보살 | 실책 | 병살 | 수비율 | 경기 | 척살 | 보살 | 실책 | 병살 | 수비율 |
| ---- | ---- | ---- | ---- | ---- | ---- | ------ | ---- | ---- | ---- | ---- | ---- | ------ |
| 1998 | -    | -    | -    | -    | -    | -      | 1    | 1    | 0    | 0    | 1    | 1.000  |
| 1999 | 4    | 1    | 5    | 1    | 0    | .857   | -    | -    | -    | -    | -    | -      |
| 2002 | 9    | 0    | 6    | 0    | 2    | 1.000  | -    | -    | -    | -    | -    | -      |
| 2003 | 13   | 7    | 15   | 4    | 1    | .846   | -    | -    | -    | -    | -    | -      |
| 2004 | 10   | 1    | 9    | 4    | 0    | .714   | -    | -    | -    | -    | -    | -      |
| 2006 | 7    | 3    | 10   | 0    | 2    | 1.000  | -    | -    | -    | -    | -    | -      |
| 2007 | -    | -    | -    | -    | -    | -      | 2    | 3    | 0    | 0    | 0    | 1.000  |
| 2008 | 18   | 8    | 22   | 2    | 2    | .938   | 19   | 47   | 5    | 1    | 4    | .981   |
| 2009 | -    | -    | -    | -    | -    | -      | 16   | 34   | 2    | 0    | 1    | 1.000  |
| 통산 | 61   | 20   | 67   | 11   | 7    | .888   | 39   | 85   | 7    | 1    | 5    | .989   |

| 연도 | 포수 | 포수 | 포수 | 포수 | 포수 | 포수     | 포수   | 포수      | 포수      | 포수      | 포수   |
| 연도 | 경기 | 척살 | 보살 | 실책 | 병살 | 패스트볼 | 수비율 | 도루 시도 | 도루 허용 | 도루 실패 | 저지율 |
| ---- | ---- | ---- | ---- | ---- | ---- | -------- | ------ | --------- | --------- | --------- | ------ |
| 1999 | 4    | 10   | 2    | 0    | 1    | 1        | 1.000  | 4         | 4         | 0         | .000   |
| 2009 | 1    | 2    | 0    | 0    | 0    | 0        | 1.000  | 0         | 0         | 0         | -      |
| 통산 | 5    | 12   | 2    | 0    | 1    | 1        | 1.000  | 4         | 4         | 0         | .000   |